# Берестове (Петропавлівська сільська громада)
Берестове́ — село в Україні, у Петропавлівській сільській громаді Куп'янського району Харківської області. Населення становить 230 осіб. До 2020 року орган місцевого самоврядування — Піщанська сільська рада.

## Географія
Село Берестове розташоване на відстані 4 км від річки Піщана (лівий берег). Селом тече річка Лозувата, яка має декілька загат. За 3 км пролягає автошлях національного значення  Н26, за 4 км залізниця — пасажирський зупинний пункт Берестова.

## Історія
Село засноване 1665 року.

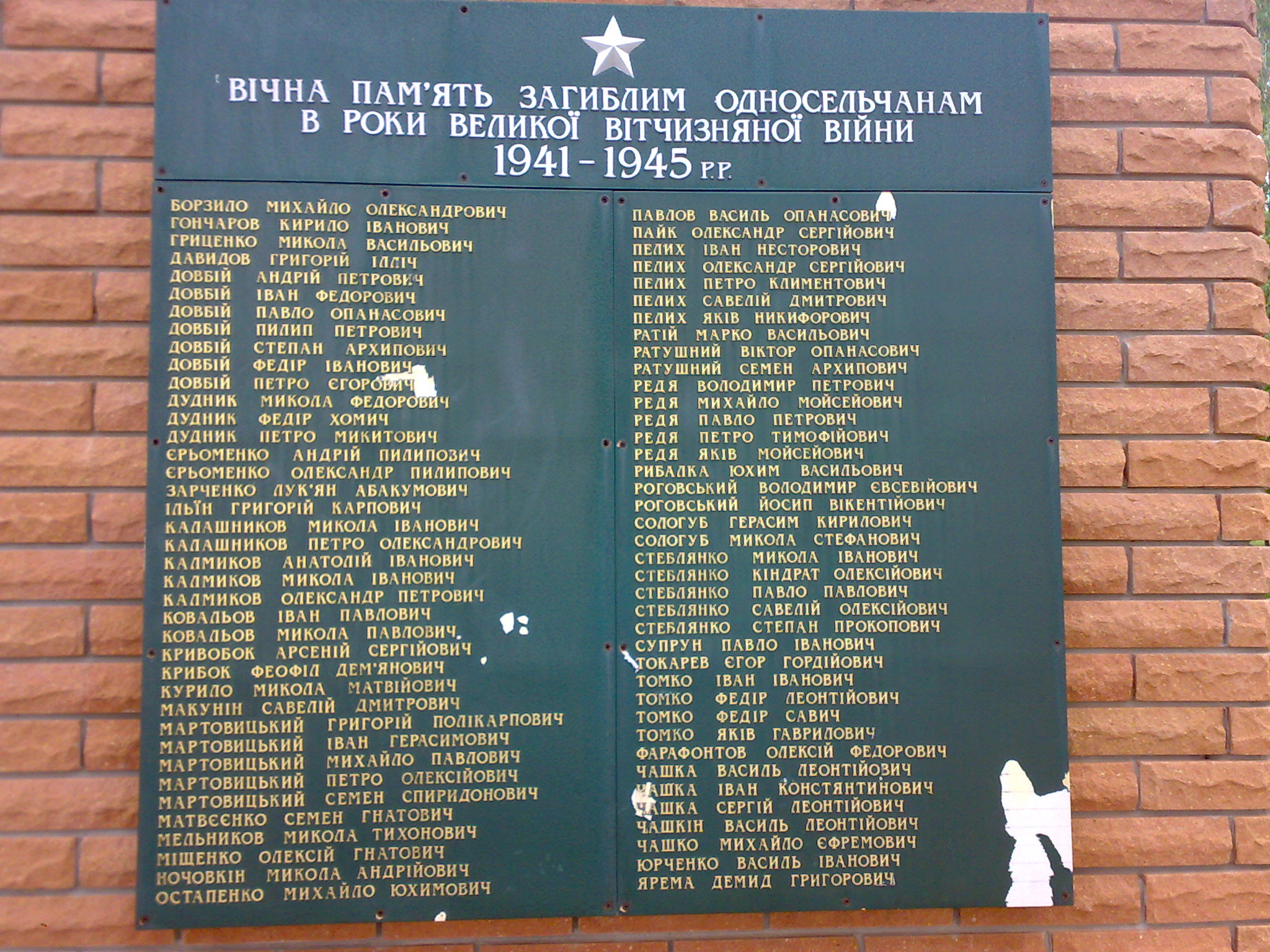
Список загиблих односельчан

12 червня 2020 року, відповідно до Розпорядження Кабінету Міністрів України  № 725-р «Про визначення адміністративних центрів та затвердження територій територіальних громад Харківської області», увійшло до складу Петропавлівської сільської громади.

19 липня 2020 року, в результаті адміністративно - територіальної реформи та ліквідації колишнього Куп'янського району, село увійшло до складу Куп'янського району Харківської області.
5 грудня 2022 року російські окупанти здійснили обстріли з танків та артилерії по деокупованих раніше населеним пунктам Кислівка, Котлярівка, Табаївка, Крохмальне, Берестове і Вишневе Харківської області.
25 грудня 2022 року російський агресор завдав вогневого ураження в районі населеного пункту.
7 лютого 2023 року московські окупанти обстріляли село.
20 листопада 2023 року ворожих обстрілів із артилерії, мінометів та іншого озброєння зазнали щонайменше 16 населених пунктів області.
"Зокрема, під ворожим вогнем перебували Червона Зоря Богодухівського району, Плетенівка, Землянки, Бударки, Федорівка Чугуївського району, Дворічна, Синьківка, Іванівка, Берестове Куп'янського району та інші населені пункти. За добу постраждалих серед цивільних не зафіксовано", - повідомив голова Харківської ОВА Олег Синєгубов.